# 슈퍼미니 자동차

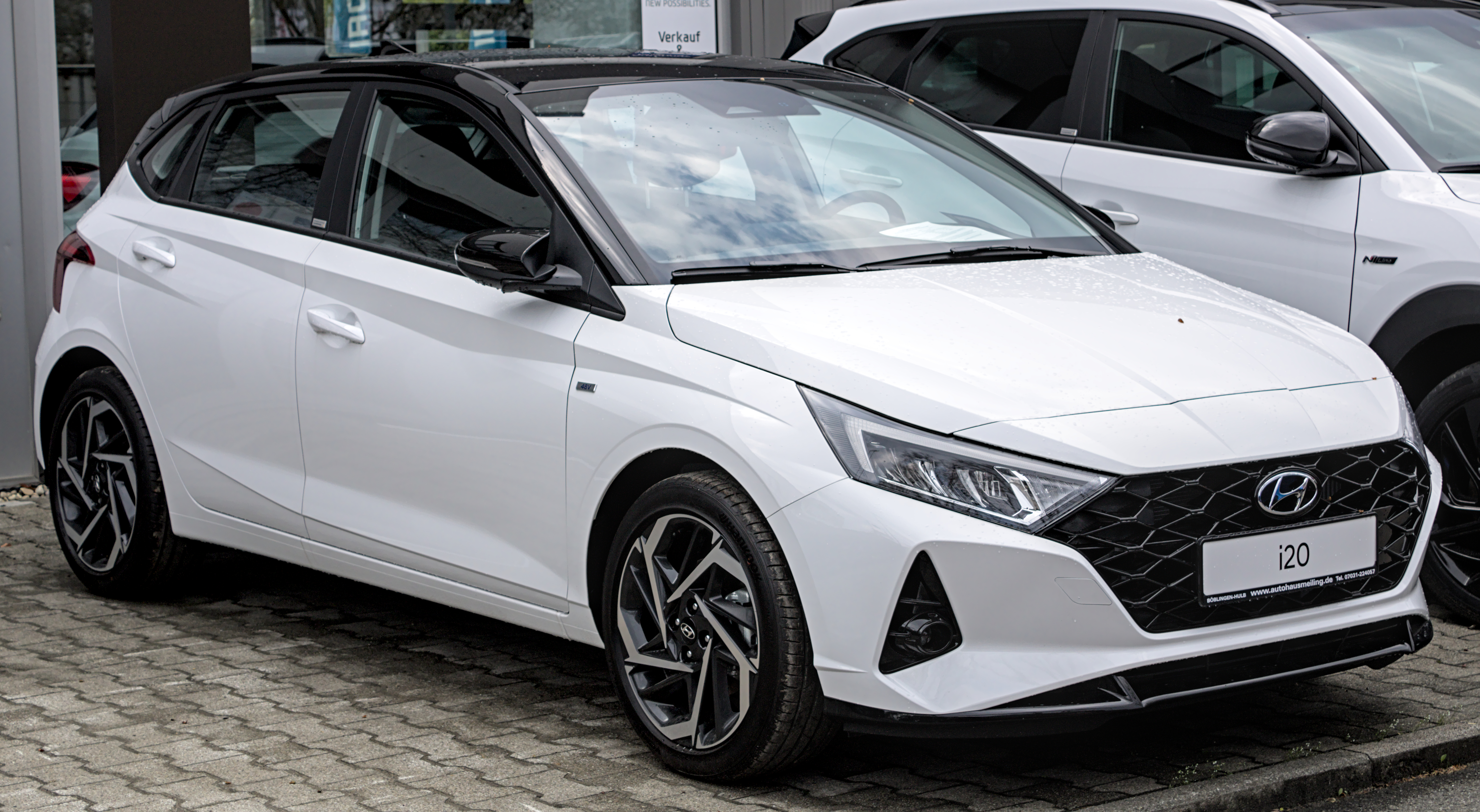
현대i20

슈퍼미니 자동차(supermini car) 또는 B-세그먼트(B-segment)는 유럽형 해치백 자동차의 한 유형이다. 북미에서는 서브컴팩트 카(subcompact car)라고 부른다. 슈퍼미니 자동차는 전장이 대략 3.9미터 정도 되어야 하고, 네 명의 성인과 한 명의 어린이가 탑승할 수 있어야 한다. 2004년 벨기에, 체코, 덴마크, 프랑스, 그리스, 이탈리아, 네덜란드 그리고 포르투갈에서 가장 많이 팔린 자동차 유형이 바로 슈퍼미니 자동차일 정도로 유럽에서 인기가 매우 높다.